# Historia de Oriente Próximo
El Oriente Próximo, confundido en ocasiones con el Oriente Medio, es la región que comprende la península arábiga, Mesopotamia y la región de Palestina (ahora parte de Arabia Saudita, Jordania, Líbano, Siria, Irak, Israel y el territorio de Palestina). Está cerca del valle del Nilo (ocupado por el actual Egipto), la península de Anatolia (hoy Turquía) y los montes Zagros (hoy Irán). La región conforma una unidad histórica por ser el cruce de varias vías de comunicación entre Europa y Asia, razón por la que ha sido la cuna de múltiples culturas y civilizaciones, y también en un territorio fértil para el cruce de arte, ciencia, política y religión. Por lo mismo ha sido también una región sumamente castigada por guerras e invasiones.
En Mesopotamia se desarrollaron las primeras civilizaciones de la historia, como la de Antigua Mesopotamia. En Oriente Próximo también surgieron las grandes religiones monoteístas, centradas en el área de Palestina. El Imperio persa y la civilización helenística ocuparon más adelante la zona, aportando su cultura.  Todos ellos fueron absorbidos por el Imperio romano hacia el siglo I a. C., pasando a ser provincias latinizadas. El Imperio se dividió en dos mitades y la oriental pasó a ser conocida como Imperio bizantino, por el auge de la capital (Bizancio).
La llegada del Islam en la península arábiga cambió por completo el mapa político de la región, que pasó a depender de los califas. Se puede considerar la edad de oro de la región, con un renacimiento cultural y urbano. Los turcos, también de religión musulmana, acabaron expulsando las dinastías árabes, especialmente los turcos otomanos. Durante toda la Edad Media los cristianos lucharon contra estos (sobre todo en las cruzadas) para recuperar el dominio sobre lo que consideraban Tierra Santa. El Imperio otomano, sin embargo, sobrevivió hasta el siglo XIX, cuando se descuartizó por la presión de las potencias europeas.
Surgieron entonces la mayoría de los Estados del siglo XX, manteniendo la hegemonía musulmana. Después de la Segunda Guerra Mundial, con el nacimiento del Estado de Israel, la región sufrió una serie de guerras, apoyadas por Occidente (que buscaba dominar un área rica en recursos naturales). La inestabilidad ha sido una constante desde mediados del siglo XX.

## Primeras civilizaciones

### Neolítico y sedentarización
Hacia el año 10000 a. C. se produjo el cambio climático fundamental para la historia humana, en el cual se produjo el origen de la civilización, cual fue la retirada de los glaciares y el comienzo del Holoceno. El clima durante el Holoceno ha sido descrito como interglacial, pero ha tenido algunas fluctuaciones menores que han afectado a la vida civilizada.
La región de Oriente Próximo se vio afectada por estos cambios, generando un proceso de desertización que creó el llamado Creciente Fértil, una delgada zona agraria que se extendía desde la actual Siria hacia el este, por la cuenca de los ríos Tigris y Éufrates, a través de Mesopotamia, y hacia el oeste, hacia la zona del Levante mediterráneo. Durante siglos, la región occidental llevó la supremacía, hasta que nuevos cambios climáticos hacia 7000 a. C. o 6000 a. C. le dieron el predominio a Mesopotamia.
La agricultura en Oriente Próximo es autóctona, y ello fue posible gracias a especies vegetales que eran susceptibles de ser domesticadas, como el trigo y la cebolla. Al desarrollar la agricultura, Oriente Próximo se transformó en la región más civilizada de toda Eurasia desde la India al océano Atlántico. También se desarrolló la ganadería. La generación de excedentes permitió el crecimiento de sociedades sedentarias y la acumulación de riquezas en ciudades. Las más importantes de ellas fueron Jericó en Palestina y Halula en Siria. En el V milenio a. C., al producirse el desplazamiento del liderazgo social y tecnológico a Mesopotamia, florecen las culturas de Hassuna y Obeid en Irak, y Halaf en Siria. También comienza en esta época el trabajo de la metalurgia, así como el comercio de la obsidiana, piedra semipreciosa muy importante como símbolo de autoridad y de lo sobrenatural.
En estos tiempos, el poder político se radica en los templos, que al acumular riquezas mediante las prebendas y dádivas, inventan la contabilidad y la escritura para manejarse financieramente. En la época de los sumerios, los templos se habrán hecho lo suficientemente fuertes para convertir a cada ciudad en una verdadera teocracia, aunque al armarse para la guerra, crearán una aristocracia militar que será la responsable del surgimiento de los primeros imperios.

### Primeras civilizaciones de Mesopotamia
El primer pueblo con estructuras políticas propias de una civilización avanzada fue el de los sumerios. La tierra de Sumeria se extendía por la Baja Mesopotamia. Los sumerios nunca formaron un imperio por sí mismos, y apenas alcanzaron un cierto grado de poder, las ciudades más poderosas (Ur, Uruk, Nippur, Lagash, Mari) contendieron duramente entre sí.
De esto se aprovechó otro pueblo, el de los acadios, cuyo líder Sargón el Grande derrocó al rey sumerio Lugalzagesi de Umma y creó el Imperio Acadio. Bajo Sargón y sus sucesores, el poderío acadio se extendió incluso hasta el Líbano, además de emprender expediciones militares en la Anatolia, y llevar la guerra contra Elam, al sureste de Mesopotamia. El objetivo supremo de Sargón y sus sucesores fue dominar la totalidad de las rutas comerciales que atravesaban la región. Sin embargo, la hegemonía acadia era inestable porque los sumerios mantuvieron durante mucho tiempo su orgullo racial, y múltiples veces se rebelaron. La constante tensión minó las bases del Imperio Acadio, y unos dos siglos después de Sargón, la presión de los gutis, bárbaros de los Montes Zagros, terminó con el Imperio.
Sobrevino una época de caos a la que puso fin provisoriamente el rey Urnammu, fundador de la III Dinastía de Ur. Bajo Urnammu y sus sucesores hubo una nueva edad de oro, marcada por grandes construcciones y prosperidad comercial. Pero Ur decayó y fue completamente arrasada por los amorreos. Uno de los caudillos amorreos, Sumuabum, se apoderó de Babilonia, y uno de sus sucesores, Hamurabi, consiguió abatir a todos sus rivales, y crear un nuevo gran imperio mesopotámico. Pero a la muerte de Hamurabi, el Imperio Babilónico empezó a decaer. En s. XVI a. C., Babilonia fue conquistada por Mursili I, rey del Imperio Hitita, y como este no pudo mantener su poderío en una región tan lejana a sus propios dominios, entregó la ciudad a los kasitas. Empezó así para Mesopotamia una época de declive que duró aproximadamente medio milenio, y en el cual el foco de poder se desplazó hacia el oeste, hacia las nuevas potencias de Mitani, el Imperio Hitita y el Imperio egipcio.

### Mitanni y el Imperio Hitita
Al mismo tiempo que declinaba Mesopotamia, crecía el poder de las potencias occidentales. Para complicar más las cosas, la irrupción de numerosos pueblos nómades ayudó a crear nuevos imperios y reinos. Al occidente, en Anatolia (actual Turquía) surgió el Imperio Hitita. En Siria un pueblo conocido como los mitani, fundaron el reino de Mitanni. Otro pueblo, los hicsos, siguieron sus correrías más allá de Canaán e ingresaron al Valle del Nilo. Hasta ese entonces Egipto había tenido tenues relaciones comerciales con los puertos fenicios, en particular con Biblos y Sidón, pero después de la invasión de los hicsos, experimentó una reacción nacionalista que lo llevó a invadir de lleno a Palestina y Siria, entando así en la liza política internacional. De modo que estas tres potencias (Hatti, Mitanni y Egipto) se trabarán en largas guerras a lo largo del segundo milenio antes de Cristo.
Hatti tuvo una época de esplendor entre los siglos XVII y XVI a. C., pero después del fallecimiento de Telepinu se vio eclipsada por el ascenso de Mitanni. Pero Mitanni, a su vez, debió contender con los egipcios. En una serie de guerras, el poderío de Mitanni decayó, lo que fue aprovechado por un nuevo y enérgico monarca hitita, Suppiluliuma I, para engrandecer al Imperio Hitita. Por lo que en el s. XIV a. C. fueron los egipcios y los hititas quienes chocaron, ahora por la hegemonía sobre los derruidos dominios de Mitanni.
Después de décadas de guerra, más o menos zanjada en la batalla de Kadesh, se firmó hacia 1275 a. C. la llamada Paz Perpetua entre Egipto y Hatti. Esta duró hasta el final del Imperio Hitita, que se derrumbó en 1190 a. C., atacados por los kaskas, en medio de las convulsiones provocadas por los Pueblos del Mar, que también postraron a Egipto. De este modo se generó en Palestina (palestina como provincia nace después del año 135 de la era común al ser nombrada así por Emperador Adriano por lo que la denominación en esa época sería incorrecta , lo correcto sería nombrarla como Judea)  y Siria un nuevo vacío de poder, que iban a aprovecharlo nuevos pueblos: los filisteos, los arameos, los fenicios y los hebreos.
Mientras tanto, Mesopotamia languidecía bajo el dominio de los kasitas, y solo al final de este período hubo una reactivación, que llevó a su articulación en tres reinos: Asiria, Babilonia y Elam.

### Hegemonía del Imperio Asirio
Los principados posteriores a la irrupción de los Pueblos del Mar lucharon unos contra otros, sin que hubiera una hegemonía clara, hasta que los hebreos se unificaron bajo el reinado de Saúl, de David y de Salomón (siglos XI y X a. C.). Pero a pesar del poderío del reino hebreo bajo Salomón, a su muerte este se quebró, y ningún principado (ni la Pentarquía filistea, ni Edom, ni Moab, ni Israel, ni Judá, ni Tiro, ni Damasco) consiguió imponerse. De este modo, los principados fenicios, filisteos, hebreos, arameos y cananeos cayeron en una debilidad mortal, que iba a aprovechar a cualquiera lo suficientemente fuerte para hacerlos sus presas.
Esto sucedió cuando una serie de reyes asirios (Adadninari II, Tukultininurta II, Asurbanipal II y Salmanasar III) desarrollaron la maquinaria bélica militar asiria hasta extremos insospechados. De este modo, en los siglos IX y VIII a. C., los asirios se lanzaron a conquistas que ahogaron a todos estos principados, e incluso llegaron a ocupar Egipto por un tiempo. Pero los asirios tenían demasiados compromisos militares, porque al sur debían lidiar con Babilonia y con Elam, mientras que al norte, como reacción ante los asirios, en las orillas del Lago Van se formó el principado de Urartu. Finalmente, hastiados del terror asirio, una coalición de todos los pueblos fronterizos se precipitó sobre los asirios. Los babilonios tomaron la ciudad de Nínive, capital asiria, el año 612 a. C., y la saquearon con tanta saña que literalmente la borraron del mapa.
Se impuso entonces sobre Mesopotamia el Imperio Caldeo. Sin embargo, este no duró excesivo tiempo. Los caldeos, y en particular su rey Nabucodonosor II, se gastaron en guerras tratando de dominar el occidente del Creciente Fértil, que había ganado cierta autonomía después del desplome asirio, sin percatarse de que en el este crecía la amenaza persa. En 538 a. C., después de conquistas que lo llevaron desde Anatolia hasta Elam, el rey persa Ciro el Grande conquistó Babilonia y destruyó al Imperio Caldeo. Ciro impuso así un imperio universal que iba desde la India hasta Grecia, el más grande que el mundo civilizado había conocido hasta ese entonces.

### Imperio persa

Expansión del Imperio aqueménida en Oriente Próximo en el año 540 a. C.

En siglos precedentes, la meseta de Irán había sido ocupada por dos pueblos, los persas y los medos. Hacia el s. VII a. C., Media fue conquistada por Persia. En tiempos de Ciro el Grande, los persas conquistaron todo el Creciente Fértil y fundaron el Imperio persa. Muerto Ciro en guerra contra los escitas (530 a. C.), quedaron más o menos fijadas las fronteras del Imperio persa, con la significativa excepción de Egipto, incorporado durante el reinado de su sucesor Cambises II, y el dominio temporal de Darío I sobre Tracia. Con esto, el Imperio persa alcanzó límites naturales que solo amenazaban los griegos al oeste, y los pueblos de la estepa, en el Asia Central.
Si Ciro es el gran conquistador de los persas, Darío I es su gran organizador. Este se sublevó contra Cambises II en 522 a. C., alegando ser el legítimo heredero de la corona, y luego de una cruenta guerra civil, se entronizó en su lugar. Para evitar nuevas crisis políticas, redistribuyó la administración imperial, creando veinte provincias o satrapías, cada una a cargo de un sátrapa, todos ellos bien vigilados por un servicio de espionaje, los "ojos y oídos del rey". Puso en marcha también el Camino Real, que iba desde Sardes en Anatolia hasta Babilonia. Gobernó su imperio desde cuatro capitales: Ecbatana (antigua capital persa), Susa (como rey de Elam), Babilonia (prestigiosa metrópolis comercial) y Persépolis, una ciudad fundada especialmente para el efecto.
Los persas practicaron la tolerancia religiosa y cultural en sus dominios, y a las ciudades gobernadas por templos, como Jerusalén o Alepo, le dieron estatus semiautónomo. Los propios persas adoraban a Ahura Mazda, según las enseñanzas de su profeta Zoroastro. La descripción de las costumbres y enseñanzas persas pueden encontrarse en la Ciropedia, obra del historiador griego Jenofonte. Eran politeístas, creían en la existencia de tres divinidades principales, un ser supremo, creador del Universo, un dios del bien, Ahura Mazda, y un dios del mal, Arimán, además existían numerosos dioses de menor rango.
Bajo los sucesores de Darío I, el Imperio persa decayó lentamente, hasta su conquista por Alejandro Magno.
Las provincias eran gobernadas por funcionarios llamados sátrapas. A la vez se permitía a muchos de los reinos y estados conquistados mantenerse en forma autónoma, respetando las instrucciones y organización local, aunque debían pagar un determinado tributo anual.

### Zoroastrismo y judaísmo
En este periodo, uno de los fenómenos históricos más importantes es el ascenso de los monoteísmos, o al menos, de religiones dualistas que tendían a liquidar los politeísmos preexistentes. Esto principió durante las guerras de los sumerios, cada una de cuyas ciudades era regida por un dios, que se vieron absorbidos en grandes panteones conforme las propias ciudades terminaban sumergidas en extensos imperios. Pero algunos pueblos, en particular los persas y los hebreos, experimentaron una evolución religiosa que los llevó a concebir a sus propios dioses no simplemente como los más poderosos, sino que como los únicos existentes. La mutación definitiva se produjo en ambos casos cerca del s. VI a. C.; en los judíos, el acrecentamiento de su antiguo dios nacional Yavé se produjo durante el Cautiverio de Babilonia, mientras que entre los persas ocurrió un fenómeno análogo con Ahura Mazda, el dios de la luz que era predicado por Zoroastro. De esta manera surgieron las religiones del judaísmo y el zoroastrismo. Ambas tenían en común el predicar la existencia de un único dios del bien, la justicia o la luz, enfrentado contra las fuerzas de las tinieblas, y que después de enormes sufrimientos para los elegidos, serían recompensados con un final de los tiempos en que el dios del bien vencería sobre todas las fuerzas del mal.
Durante el Imperio persa, ambos cultos se fusionaron con creencias religiosas y filosóficas procedentes de la Antigua India y de la Antigua Grecia, proceso que siguió después, bajo la dominación de los romanos, bizantinos y sasánidas. De esto nacieron una multitud de religiones, incluyendo el mitraísmo, el cristianismo, el gnosticismo, el maniqueísmo, el nestorianismo, el monofisismo y el islam, que experimentarían diversa suerte posterior, y algunas de las cuales a la fecha siguen teniendo considerable influencia sobre todo el planeta.
También en el Imperio Caldeo llegó a su máximo desarrollo la Astrología, que después fue exportada al Imperio romano, y a través de este, al Occidente actual. A tanto llegó esto, que los antiguos escritores romanos llamaban "caldeos" a los astrólogos.

## El mundo helénico en Oriente Próximo

### Invasión de Alejandro Magno y reinos helenísticos
La expansión persa contra Lidia llevó al Imperio persa a chocar con el mundo griego, en una serie de conflagraciones llamadas las guerras médicas. Después de ellas, Persia vivió en perpetua tensión con Grecia. El año 399 a. C., una expedición de mercenarios griegos que apoyaban al pretendiente Ciro el Joven se abrió paso por el Imperio persa. Aunque estos griegos capitaneados por Jenofonte fracasaron en su empeño, enseñaron a los griegos que el en apariencia todopoderoso Imperio persa podía ser abatido por una expedición militar bien dirigida.
El año 336 a. C., el monarca Alejandro Magno, señor de un reino semihelenizado llamado Macedonia, cruzó el Helesponto y entró en el Imperio aqueménida. Al momento de su muerte en 323 a. C., trece años después, había conquistado al Imperio persa por completo. Pero al morir sin otro sucesor que el débil Filipo III, sus generales, llamados los diádocos, se lanzaron a una guerra fratricida en los cuales los antiguos dominios persas o macedónicos se fragmentaron definitivamente. Oriente Próximo y Oriente Medio quedaron así repartidos principalmente en dos grandes reinos, el Egipto de los Tolomeos, y el Imperio seléucida. Estos, más algunas potencias menores, son los llamados reinos helenísticos.
Aunque con base cultural y dinastías de origen griego, los reyes helenísticos adoptaron rápidamente los usos y costumbres del despotismo oriental. Con una activa política de fundación de ciudades (Alejandría en Egipto, Antioquía en Siria, Ctesifonte en Mesopotamia, etcétera), promovieron los valores de la cultura griega en la región, aunque estos nunca prendieron más allá de una minoría ilustrada, acomodada y urbana, mientras que el grueso del pueblo seguía manteniendo su vieja cultura oriental. De todos modos, hubo un intenso intercambio cultural entre ambos mundos. Así, los judíos de Alejandría tradujeron la Biblia al griego (versión de la Septuaginta), y un par de siglos después, Filón de Alejandría trató de mezclar la Biblia con la filosofía de Platón. Pero también hubo movimientos de rebelión contra lo griego. Así, cuando Antíoco IV, rey del Imperio seléucida, intentó instalar un gimnasio en Jerusalén, desató una serie de sucesos que desembocó en la rebelión de los Macabeos.
El Imperio seléucida y el Reino de los Tolomeos tuvieron una difícil convivencia, con numerosas guerras. Absorbidos por sus intereses en el Mediterráneo, los seléucidas descuidaron su frontera oriental, y así creció en ella el reino de Partia, que acabó por suplantarlos en casi todos sus antiguos dominios. Los últimos restos seléucidas se desmenuzaron en varias monarquías más débiles (Macabeos, el Ponto, etcétera), que pronto fueron pasto de un conquistador más fuerte: el Imperio romano, que se impuso de manera definitiva después de la victoriosa campaña que el general Pompeyo emprendió el año 63 a. C.

### Dominio del Imperio romano
Los romanos aparecieron en el horizonte asiático luego de que el último rey de Pérgamo legó en herencia sus dominios a estos (133 a. C.). A esto siguieron décadas de guerras, que culminaron con la invasión de Julio César contra Egipto, en 47 a. C. Los romanos consiguieron así apoderarse de toda la mitad occidental de Oriente Próximo, no sin antes contender con rivales de la talla de Mitrídates. La mitad oriental quedó en manos de Partia, un reino que con sede en Ctesifonte (cerca de la antigua Babilonia), dominaba Mesopotamia y Persia, y podía considerársele como tibiamente helenizado.
El fenómeno histórico más importante para la posteridad, que se produjo en la región bajo dominio romano, fue el surgimiento y crecimiento del cristianismo. Sus primeros apóstoles se dirigieron preferentemente al mundo judío, pero Pablo de Tarso cambió su orientación para evangelizar a los gentiles. Esto creó una grieta visible durante varios siglos en el cristianismo, entre sus regiones occidentales, más helenizantes (variantes del catolicismo, donatismo, marcionismo, etcétera), y sus regiones orientales, más judaizantes (variantes del arrianismo, nestorianismo, monofisismo, etcétera). En fecha tardía, algunos de sus más destacados teólogos procedían de Capadocia, como por ejemplo Gregorio Nacianzeno. Otro movimiento cristiano tardío de importancia fue el monaquismo, que nació con el movimiento de los eremitas, anacoretas y cenobitas en Egipto (s. IV d. C.).
Hubo un abortado intento por expulsar al dominio romano, durante la crisis que este afrontó en el s. III d. C., y que protagonizó Zenobia, una ambiciosa reina que gobernó la rica ciudad comercial de Palmira entre 268 y 273. Sin embargo, Zenobia fue derrotada por el emperador Aureliano, y su conato de subvertir el dominio romano terminó en fracaso.
Previamente, en 221, la decadente potencia arsácida de los partos fue derrocada por la dinastía sasánida. A diferencia de los partos, los sasánidas eran militantes y zoroastrianos, y por ende, la guerra contra Roma no era para ellos asunto solo político, sino también religioso. Sin embargo, a pesar de algunos éxitos, el más sonado de los cuales fue su victoria en la batalla de Edesa (260), en general la potencia sasánida fue incapaz de expulsar a los romanos de Oriente Próximo. Aparte del zoroastrismo, en el Imperio sasánida floreció un intento de fusionar a este con el cristianismo, predicada por Mani, razón por la cual se lo conoce como maniqueísmo.

### Los sasánidas y los bizantinos
El año 395, el Imperio romano se vio dividido definitivamente en dos. La sección occidental cayó en 476, mientras que la sección oriental sobrevivió como Imperio bizantino. En la práctica, durante los dos siglos posteriores a esta división, el Oriente Próximo controlado por el Imperio romano de Oriente no sufrió grandes cambios sociales, o al menos, estos no alcanzaron la intensidad del s. VII d. C., después de la conquista islámica. Sin embargo, varios emperadores bizantinos, con miras a la centralización absoluta de su poder, persiguieron a aquellos credos que se contraponían a la religión oficial. De este modo, las regiones del Oriente Próximo adoptaron, en vez de la religión cristiana ortodoxa, la variante cristiana llamada Monofisismo, en parte como una bandera de rebelión contra el poder de Constantinopla. A la larga, esta división entre ortodoxia y monofisismo le costaría al Imperio bizantino el dominio de todas sus provincias orientales, cuando después de la invasión árabe, los monofisistas prefieran convertirse en masa al islam, en vez de regresar a la ortodoxia cristiana.
Durante este período, el Imperio sasánida siguió controlando Persia y Mesopotamia, desde la ciudad de Ctesifonte, y siguió manteniendo su política de fiel militancia zoroastriana, un poco en respuesta a la militancia cristiana de su rival, el Imperio bizantino. En el siglo V, la recuperación del Imperio romano de Oriente puso en aprietos a los sasánidas, pero en el VI, las aventuras militares del emperador romano Justiniano obligaron a los bizantinos a oscilar entre una incómoda paz con Persia (incluso pagando tributo), y guerras enormemente desgastadoras. A la muerte de Justiniano, y debido en parte a sus excesos militares, el Imperio romano de Oriente entró en decadencia, y su emperador Heraclio se vio enredado en una guerra enormemente destructora contra Cosroes el Grande, el más poderoso monarca sasánida. A la larga, esta guerra (inicios del siglo VII) desgastó a ambos rivales, debilitándolos frente a un tercer enemigo que ninguno de los dos había considerado: el islam.

## El islam

### Origen y expansión del islam
A pesar de su aridez, la península arábiga había sido desde antaño sede de varias culturas y reinos, nacidos alrededor de las rutas comerciales, y muy particular del monopolio mundial del incienso, bien que solo se producía en Yemén y Etiopía; famoso es el Reino de Saba, controlado desde la ciudad de Marib, en lo que actualmente es Yemén, aunque también fueron importantes, en el límite entre el desierto y el Fértil Creciente, las ciudades de Petra y Palmira. Hacia el siglo VI, el predominio del Yemén sobre el Heyaz (la región central de Arabia, conteniendo la importante ciudad religiosa de La Meca) se vio quebrado, y los príncipes nómades regresaron a una semiindependencia.
En este ambiente inició su prédica Mahoma, hacia el año 610, al tiempo que empezó a revelársele el Corán; su religión pasó a ser llamada el islam (esto es, "sumisión", en este caso a la Voluntad de Dios). Viéndose obligado a refugiarse en la ciudad de Medina en 622 (evento llamado la "Héjira", y que marca el comienzo del calendario musulmán), conquistó más tarde La Meca. A su muerte en 632 se instauró el califato. Sus sucesores Abu Bakr, Omar, Otmán y Alí unificaron Arabia y llevaron sus tropas contra los imperios bizantino y sasánida. El segundo se desplomó por completo en 651, mientras que el primero perdió toda Siria, Palestina y Egipto, de manera definitiva, al tiempo que su población, mayoritariamente monofisista, se convirtió al islam.
En el año 661, después de una cruenta guerra civil, el califa Alí fue depuesto y asesinado, y se instaló Moawia, primer califa del Califato Omeya (661-750); el signo visible de este cambio fue el desplazamiento de la capital, desde La Meca a Damasco. Bajo los omeyas, los antiguos conquistadores árabes se transformaron en administradores de un vasto imperio que iba desde España a la India. Los antiguos campamentos militares árabes de ocupación en los territorios sometidos, se transformaron en verdaderas ciudades, y la población local fue reclutada para la administración del Estado. En general hubo tolerancia religiosa hacia los "Pueblos del Libro" (cristianos, judíos y zoroastrianos), por mandato del Corán, aunque sometidos estos al pago de un impuesto suplementario, lo que explica la falta de entusiasmo de los califas en convertir a sus fieles, ya que cada infiel convertido al islamismo representaba un ingreso menos en las arcas fiscales.
Inicialmente, los musulmanes manifestaron una violenta actitud contra la cultura griega que había predominado durante unos diez siglos, desde la época de Alejandro Magno a la de Heraclio, llegando el califa Omar hasta la quema final de la Biblioteca de Alejandría. Pero poco a poco, los eruditos musulmanes fueron redescubriendo el legado cultural griego, lo rescataron, y esto les sirvió como poderoso impulso para el desarrollo de las ciencias y las artes.

### Apogeo del califato abásida
A inicios del siglo VIII, se produjeron fuertes rebeliones contra el poderío omeya. Una de estas, potenciada en el Jorazán, tuvo éxito, y en 750 los omeyas fueron derrocados por Abul Abbas, quien dio origen así a la dinastía y califato de los abasidas. Los abasidas renunciaron a la vieja empresa omeya de expandir los límites del islam por la fuerza de las armas, y el signo visible de esto fue trasladar la capital desde Damasco, cerca de la frontera bizantina, hasta Bagdad, ciudad fundada por los propios abasidas en las cercanías de Ctesifonte (y por tanto, cerca de las ruinas de Babilonia), que proporcionaba una localización más central para regir sus dominios. Desde Bagdad, y por cerca de medio siglo, el mundo abasida alcanzó su apogeo.
Durante el Califato Abasida se produjeron varios cambios sociales. El viejo orden social omeya de las tribus árabes gobernando desde cantones militares cambió hacia una autocracia absoluta, en donde el Califa pasó a ser la "sombra de Dios sobre la Tierra". El elemento árabe perdió importancia, e incluso la propia península arábiga, desde la que se originaron las conquistas del imperio musulmán, perdió importancia y recayó poco a poco en una fragmentación tribal sobre el cual el poderío abasida jamás pudo imponerse. Por otra parte, experimentaron un gran desarrollo las ciencias, la teología y la filosofía, enriqueciendo el legado cultural griego con aportes propios. Se agudizaron también las tensiones sociales entre los elementos más conservadores, y aquellos prendados del nuevo racionalismo y favorecidos por el nuevo régimen
Después de la muerte del califa Harún al-Rashid, en 809, el Califato Abasida se sumergió en guerra civil, agudizada por el problema de los mutazilíes, escuela teológica que propugnaba su propia interpretación del Corán. En adelante, aunque hubo califas fuertes y enérgicos, ninguno pudo gobernar tranquilo, y las rebeliones se hicieron familiares. Algunas de ellas tuvieron éxito, y el mundo islámico se fragmentó. Surgieron así potencias islámicas independientes: el Califato de Córdoba, el Califato Fatimita, etcétera. Aunque el golpe de gracia contra el Califato Abasida se lo proporcionaron los mongoles cuando conquistaron Bagdad en 1258 y depusieron al último califa de la dinastía, lo cierto es que el califato era ya cadáver hacía mucho tiempo.

### Turcos, cruzados y mongoles
Aprovechando la debilidad del califato Abasida, a partir del siglo XI aparecieron numerosos invasores. Desde la estepa surgieron primero los turcos, y después de estos, los mongoles. Desde el mar Mediterráneo, por su parte, aparecieron los bizantinos, y a continuación los cruzados. La figura del califa fue recluida en su palacio de Bagdad, y tomó importancia como verdadera cabeza de gobierno el visir. En el siglo XI, una tribu de turcos, los selyúcidas, se apoderaron del gobierno, aunque mantuvieron al califa, e inauguraron la ficción jurídica de gobernar en su nombre (aunque esto era, por supuesto, solo nominal).
Los selyúcidas detuvieron los avances bizantinos en la batalla de Manzikert (1071), expulsaron a los bizantinos de regreso a Anatolia, y luego conquistaron Palestina (1078). Los cristianos de Europa lo consideraron una afrenta, y en represalia, lanzaron el movimiento de las Cruzadas contra Tierra Santa. La Primera Cruzada (1097-1099) creó reinos francos en Palestina, los cuales se mantuvieron más o menos por un siglo, hasta que el fracaso de la Tercera Cruzada (1192) puso dichas tierras bajo dominio de un nuevo contrincante, el sultán Saladino, quien gobernó la región desde su base de operaciones en Egipto (previamente, Saladino había derrocado a los fatimitas de El Cairo).
A inicios del siglo XIII, siguiendo los pasos de los invasores turcos, llegaron los mongoles. Capitaneados por Genghis Khan, conquistaron Persia. Uno de sus sucesores, Hulagu, conquistó Bagdad en 1258 y asesinó al último califa abasida, aunque poco después su avance fue detenido por el Sultanato de Egipto. La marea conquistadora mongol se retrajo, en particular porque contemporáneamente Kublai Khan cambió el centro de gravedad mongol de la estepa a China, y por ende, los dominios mongoles se disgregaron. Quedaron, empero, mongoles en Persia (Ilkanato) y en Transoxiana (la horda de Chagatai). Oriente próximo y Oriente Medio quedaron convertidos entonces en un rosario de señoríos y reinos distintos, y por ende, se transformó en campo de batalla de distintos contendientes entre los siglos XIII y XVI. El más célebre de estos guerreros fue Tamerlán (Timur Lenk), que a finales del siglo XIV creó un imperio que iba desde Anatolia hasta China, aunque este se disolvió después de su muerte, quedando tan solo un reducto timúrida en Samarcanda, de corta vida posterior.
Una de las tribus turcas que quedaron varadas durante todas estas invasiones, la de los otomanos, se instaló en Anatolia. Con una existencia oscura durante un período, a partir del siglo XIV inició una serie de conquistas que lo llevaron a crearse un imperio que en 1520, fecha del advenimiento del sultán Solimán el Magnífico, iba desde los alrededores de Viena en Europa, hasta Mesopotamia y Egipto. Solo el surgimiento del contemporáneo Imperio safávida pudo contener su avance por los contrafuertes montañosos de Persia.

## Otomanos y safávidas

### Contienda entre los otomanos y los safávidas
A diferencia de otras tribus turcas, que intentaron hacerse fuertes en el Medio Oriente, los otomanos tendieron por la situación geopolítica imperante a conquistar los principados y Estados sucesores del Imperio bizantino, herido de muerte tras el saqueo de Constantinopla por la Cuarta Cruzada en 1204, y débilmente restablecido por los Paleólogos en 1261. Así, cuando en 1453 el Sultán Mehmed II conquistó Constantinopla, el Imperio otomano era en verdad una reproducción, en términos geopolíticos, del antiguo Imperio bizantino, y por ende, su control político sobre el Medio Oriente era mínimo. A finales del siglo XV, el caos imperante en el Medio Oriente fue aprovechado por un guerrero chiita persa, Ismaíl Safaví, para iniciar una serie de guerras. Derrotó primero a los últimos restos del poderío timúrida en el Asia Central, y después intentó batirse contra el Imperio otomano. En respuesta, el sultán Selim II se lanzó a una campaña militar contra Persia en la que detuvo el avance safávida, y de paso conquistó Egipto (1517), pero no pudo abatir al Imperio safávida. Ambos inauguraron entonces una tensa convivencia política, que marcaría el equilibrio internacional en la región durante dos siglos completos.
La situación política de la época tiene enormes semejanzas con la tensión que existió entre el Imperio romano y su sucesor el Imperio bizantino, y su rival el Imperio sasánida, entre los siglos III y VII. En ambos casos, dos potencias con base en Persia y Anatolia respectivamente, se disputaban el control de Mesopotamia. En ambos casos existían tensiones raciales (los safávidas eran de origen persa, y los otomanos eran de origen turco) y religiosas (los otomanos eran suníes y los safávidas eran chiitas). Y en ambos casos los otomanos y los safávidas tenían más de una frontera militar en el punto opuesto de la línea fronteriza entre ambos, ya que los otomanos debían lidiar con las potencias cristianas de Europa, y los safávidas con los invasores uzbecos del Asia Central. Por su parte, la irrupción de los safávidas separó por completo a las tribus turcas, dejando a los otomanos al oeste y a los turcomanos en Transoxiana.
Internamente, los otomanos eran una potencia sumamente organizada, creando para ello la institución de la Casa de Esclavos, que se encargaba de la administración, y eficientísimos cuerpos militares compuestos por los yeniçeri (jenízaros) y los sipahi (cipayos). Incluso el visir otomano no era más que un esclavo del sultán, y este podía incluso mandar matarlo sin contemplaciones. Entre los safávidas, en cambio, estos siguieron siendo durante mucho tiempo una horda seminómada, hasta que en tiempos de Abbás I el Grande (1587-1629), consolidó en parte un estado centralizado.
La más dilatada consecuencia de este orden político internacional, es que el chiismo, antaño una secta minoritaria del islam, se arraigó profundamente en Persia y pasó a formar parte de su sentimiento nacional, algo que sigue presente en Irán hasta el día de hoy, mientras que en casi todo el resto del mundo musulmán, la forma mayoritaria de los sunitas siguió prevaleciendo.

### Decadencia de otomanos y safávidas
En el siglo XVII, y de manera paralela, tanto el Imperio otomano como el Imperio Safávida entraron en decadencia. En el campo safávida, la muerte de Abbás el Grande (1629) marcó el inicio de una decadencia en que aumentaron los desórdenes internos, y los persas fueron acosados por el otomano Amurates IV, por los uzbecos en el Jorasán, y en el sur por el imán de Omán, quien había expulsado previamente a los portugueses de Mascate. En el campo otomano, las intrigas palaciegas absorbieron al Imperio desde la muerte de Solimán el Magnífico en 1566, y aunque hubo una cierta recuperación cuando el cargo de visir cayó en manos de la Casa de Koprulu, el fracaso de los otomanos en un nuevo asedio contra Viena en 1683 marcó el inicio de un declive prácticamente imparable. Entre 1722 y 1726, el caudillo Nadir Sha tomó el Jorasán, y después de varias campañas, en 1736 derrocó finalmente al último monarca safávida y se apoderó de Persia, rechazando de paso las invasiones de los afganos, de los otomanos, y de un nuevo enemigo, los rusos, que en el intertanto se habían propagado por el Asia Central y amenazaban a los principados turcos y mongoles que sobrevivían en la región. Nadir Sha proyectaba occidentalizar a Persia, pero su asesinato en 1747 impidió este proyecto.
A finales del siglo XVIII, el Imperio persa estaba casi por completo postrado, mientras que el Imperio otomano seguía manteniéndose en pie, pero casi sin vitalidad. Por ende, surgieron nuevos poderes en la región. El más importante fue el de los wahabitas, una secta fundamentalista que surgió en Arabia, y que en alianza con la Casa de Saúd empezó a llevar a la península arábiga a una independencia cada vez mayor respecto del Imperio otomano.

## El  ingreso de Oriente Próximo en la política occidental

### Expansión de los imperios europeos
En 1798, Napoleón Bonaparte lideró una expedición militar contra Egipto, que si bien fracasó en conquistarlo, marcó un cambio en la marea, puesto que a partir de entonces, los intereses europeos se focalizaron cada vez más en Oriente Próximo. En el tiempo pasado desde la expansión del Imperio otomano, Europa se había fortalecido y había pasado de una actitud defensiva a, gracias a la Revolución industrial, un empuje imperialista que había llevado a potencias como Holanda, Inglaterra y Francia a tener intereses en India, China, Malasia o Indonesia, y por ende, a buscar en el debilitamiento del Imperio otomano una oportunidad para apoderarse de la región y acortar así los tiempos de viaje. Algo después, el Imperio otomano sufrió la primera rebelión nacionalista a gran escala, por parte de los griegos, que terminó con la independencia de Grecia en 1823. En 1839, este proceso de descomposición prosiguió con la independencia de Egipto, gracias a la rebelión de Mehmed Alí. A partir de entonces, el Imperio otomano pasó a ser el "hombre enfermo de Europa", y si se salvó de una invasión imperialista europea a gran escala, fue solo porque Inglaterra y Francia tenían interés en sostenerlo como tapón para evitar que Rusia se apoderara de los Balcanes y ganara acceso directo al mar Mediterráneo.
En 1869, este proceso de invasión occidental se vio acelerado con la apertura del canal de Suez, que dotó a Egipto de un incalculable valor estratégico en la política mundial. Algo más tarde, aprovechando la debilidad monetaria del bajá de Egipto, el primer ministro británico Benjamin Disraeli, a nombre de la Reina Victoria, compró las acciones del canal de Suez. Ahora los europeos ya no solo utilizaban al Oriente Próximo como una sección del tablero político internacional, sino que intervenían directamente en él.
De esta manera, el mundo occidental se transformó durante el siglo XIX en un referente ineludible para el Medio Oriente, generando numerosas perspectivas dispares sobre la actitud que deberían adoptar ante el "problema europeo". Una de ellas era tratar de apoyar al Imperio otomano para revitalizarlo, como la mayor potencia musulmana que seguía siendo, en aras de unificar a todos los dominios musulmanes desde el Atlántico hasta Indonesia (panislamismo); la idea del Califato, que el Imperio otomano había revitalizado, jugó en esto un importante rol ideológico. Durante la época, el Imperio otomano recibió diversas llamadas de auxilio de musulmanes de las más diversas regiones, incluyendo Indonesia y los principados musulmanes de Asia Central, para luchar contra los rusos o contra las potencias de Europa Occidental, sin que por supuesto el Imperio otomano haya tenido la capacidad de responder a tales solicitudes desesperadas. El otro camino que buscaron los musulmanes, fue impregnarse lentamente de la idea del nacionalismo, preparando así el terreno para la creación de los futuros Estados que integrarán el Medio Oriente a partir del siglo XX.
En el último tercio del siglo XIX, el Imperio otomano entró definitivamente en crisis, perdiendo en 1878 casi todos sus dominios balcánicos. Hubo en consecuencia serios enfrentamientos entre grupos intelectuales y militares proclives a la occidentalización, y los conservadores grupos de poder tradicional, incluyendo en este último a los propios sultanes (y a la vez califas). Un intento de dotar al Imperio otomano de una constitución a la europea fracasó en 1876, y un golpe de Estado preparado por los "Jóvenes Turcos" sufrió el mismo destino en 1909. En 1914, al estallar la Primera Guerra Mundial, el Imperio otomano se vio arrastrado a ella del lado de la Triple Alianza (los imperios centrales: Alemania, Austria e Italia), y con esto quedó sellado en definitiva su destino.

### El régimen de los mandatos

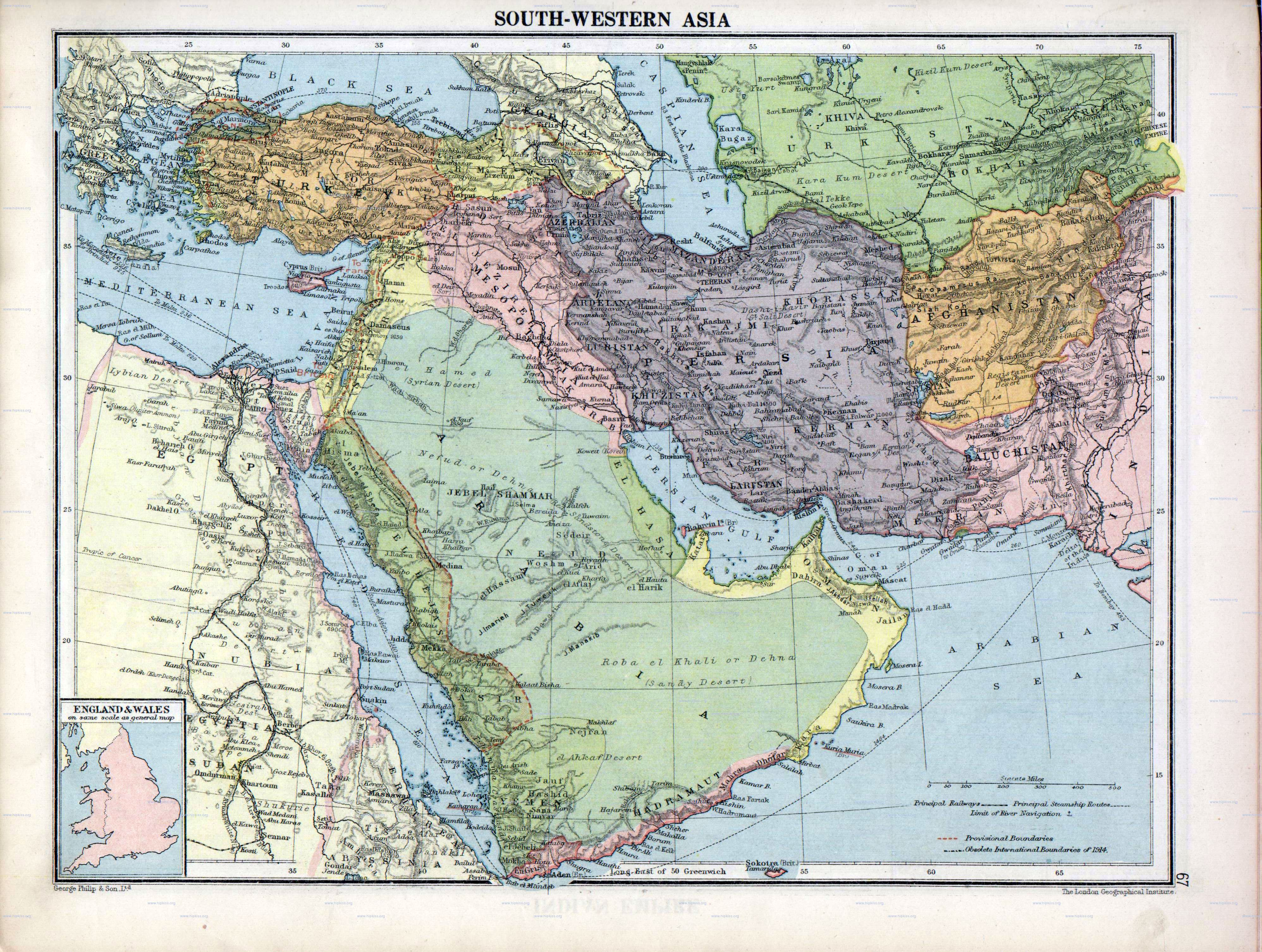
División de la región según el tratado de 1920

La Primera Guerra Mundial fue una oportunidad de oro para las potencias europeas, que intentaron con éxito aprovecharse de la debilidad del Imperio otomano para imponer su propio dominio imperial en tales regiones. En el intertanto, a finales del siglo XIX, los europeos habían inventado el motor de combustión interna, y con ello encontraron un nuevo uso al petróleo, por lo que para estas el control de aquellas regiones se transformó en un objetivo geopolítico de primera línea. Durante la mencionada Primera Guerra Mundial tuvo importancia destacada el guerrillero Lawrence de Arabia, que luchó contra los turcos por la causa de la independencia de los pueblos sometidos a su dominio, uniendo para ello fuerzas con Sherif Hussein ibn Ali, dirigente de La Meca que lideró la revuelta musulmana contra los otomanos, bajo la promesa de Lawrence de obtener una pronta independencia. Pero en secreto, Inglaterra y Francia firmaron el Tratado Sykes-Picot, que creaba dos esferas de influencia, para cada una de estas naciones, y que implicaban el repartirse los dominios otomanos.
Los tratados que pusieron fin a la Primera Guerra Mundial, significaron también la desintegración final del Imperio otomano. El Califa otomano fue formalmente depuesto en 1923, y lo que restaba del dominio otomano pasó a ser la moderna República de Turquía, bajo el liderazgo de Atatürk. Bajo su mando se impuso una drástica occidentalización y secularización, que incluyó no solo adaptar la ciencia, técnica o forma de gobierno occidental, sino incluso la vestimenta y los caracteres de la escritura.
Por su parte había otros tres grandes focos políticos en la región. Egipto aseguró su independencia de derecho, constituyéndose como una monarquía en 1922. En la península arábiga, por su parte, la Casa de Saúd consiguió la unificación de casi todos los territorios (salvo por algunos emiratos periféricos que sobreviven hasta el siglo XXI), y en 1932 pasó a formarse oficialmente Arabia Saudita, desarrollando una política amistosa hacia los intereses petroleros occidentales, en particular con ARAMCO. Persia, por su parte, siguió en un régimen de semidependencia respecto de los capitales occidentales, teniendo una fuerte injerencia en sus asuntos internos, la Anglo-Iranian Oil Company.
Las potencias occidentales que querían imponerse en el resto de Oriente Próximo, se vieron enfrentados entonces al nacionalismo arábigo, y por tanto, renunciaron al imperialismo abierto. La solución que encontraron fue ampararse en la recientemente creada Sociedad de Naciones (1919), la cual confirió a Inglaterra y Francia el control de la región, bajo la forma de mandatos, con el argumento de que dichos dominios, anteriormente otomanos, aún no estaban listos para asumir con responsabilidad su paso hacia la independencia. Aunque jurídicamente estos territorios fueran mandatos, en la práctica implicaba concederle a Inglaterra y Francia el protectorado de dichas regiones. Siria quedó bajo mandato francés. Irak, por su parte, quedó bajo mandato inglés. Se concedió a Inglaterra también el mandato sobre Palestina, pero pronto la región al este del río Jordán se escindió, creándose así Transjordania. Tanto en Jordania como en Irak se crearon sendas monarquías, a cargo de dos hijos de Hussein, buscando aquietarle para que no promoviera nuevas rebeliones contra los británicos y los franceses, así como las había promovido contra los otomanos durante la Primera Guerra Mundial.
En la época comenzó también la cuestión judía. En 1917, el movimiento sionista había conseguido de Inglaterra la Declaración Balfour, que buscaba crear un hogar judío en Palestina, como tierra ancestral del Reino de Salomón. Empezó así la migración lenta, pero sostenida, de judíos del este de Europa a Palestina, quienes se instalaron como colonos en los kibbutz. El resultado sería un incremento en la tensión entre judíos y palestinos, y la génesis de un problema geopolítico internacional que pondría varias veces en vilo al mundo entero.

### Independencia política
Después de la Segunda Guerra Mundial (1939-1945) se hizo políticamente insostenible el régimen de los mandatos, y por tanto, decidió finalmente concederse la independencia plena a los territorios administrados bajo este sistema. Sin embargo, debido a la importancia geoestratégica de Oriente Próximo, ahora como principal centro de producción de petróleo en el mundo, las dos nuevas superpotencias (Estados Unidos y la Unión Soviética) no podían darse el lujo de prescindir de estas. Oriente Próximo ingresa así al esquema propio de la Guerra Fría. Sin embargo, no siempre las naciones de la región serán dóciles marionetas en manos de las superpotencias, ya que al tener la posibilidad de cerrar la llave del crudo, adquirieron un enorme poder de negociación. Esto quedó en evidencia particularmente durante el gobierno de Gamal Abdel Nasser en Egipto. Este derrocó a la monarquía en 1952, y aunque apoyado inicialmente por Estados Unidos, se distanció cuando propugnó, en particular durante la Conferencia de Yakarta (1955), que las naciones del Tercer Mundo debían seguir su propio camino. Nasser se enajenó la buena voluntad de Estados Unidos y Europa, lo que incluso le costó un intentó de invasión por parte de Inglaterra y Francia en 1956, en respuesta a su medida de nacionalizar el canal de Suez, en manos británicas desde 1875. Nasser fue apoyado fuertemente por la Unión Soviética, y la represa de Asuán fue construida en buena medida gracias al aporte de capitales procedentes de la esfera comunista.
El problema más grave que debió enfrentar Oriente Próximo, fue el surgimiento del Estado de Israel. En 1948 expiró el mandato británico sobre Palestina, y los judíos pasaron a tomar el control del nuevo Estado independiente. Jerusalén quedó dividida en dos áreas, una bajo control judío y otra bajo control musulmán, solución que naturalmente disgustó a ambas partes, por cuanto esta ciudad es sagrada para ambas confesiones religiosas. Una coalición de países árabes declaró la guerra a Israel el mismo día de su independencia, saliendo victorioso este último. En 1956, Israel consiguió asentar un poco más su posición, al ponerse del lado anglofrancés contra Egipto durante la guerra del Sinaí. Sin embargo, las mayores ventajas las obtuvieron en 1967, con la guerra de los Seis Días. Gracias a esta, Israel ganó el control completo de Jerusalén, arrebatándole la mitad musulmana a Jordania, y apoderándose de los altos del Golán, hasta entonces en manos de Siria; conquistaron también todo el Sinaí a Egipto, hasta la orilla oriental del canal de Suez, aunque estos últimos territorios fueron restituidos en 1975.
En paralelo, debe señalarse que no todas las aspiraciones nacionalistas fueron conformadas, sino aquellas que eran más convenientes para los intereses occidentales. Así, la población de palestinos fue limpiamente sumergida bajo el poder de Israel. Los palestinos, violentados en su afán por llegar a ser nacionales de su propio Estado, encontraron su vía de escape en el terrorismo, desarrollado por la Organización para la Liberación de Palestina y otros grupos terroristas más o menos radicales. El camino de las negociaciones entre israelíes y palestinos seguiría siendo bastante zigzagueante, en parte por la resistencia a llegar a un acuerdo por parte de los radicales instalados en ambos lados del conflicto. Otra reivindicación nacionalista que no fue atendida, es la de los kurdos, quienes se rebelaron contra los otomanos durante la Primera Guerra Mundial, pero que una vez acabada esta, quedaron diseminados entre las fronteras de Turquía, Siria e Irak. En épocas posteriores, las reivindicaciones nacionalistas de los kurdos para crear un Estado nacional en Kurdistán fueron duramente combatidas por Sadam Huseín, el antiguo dictador de Irak.
Otro país que desarrolló una fuerte veta nacionalista, en duro enfrentamiento con Occidente, fue Irán. El primer ministro Mossadeqh trató de emanciparse de los intereses occidentales, buscando la nacionalización de la Anglo Iranian Oil Company, pero fue violentamente derrocado por un golpe de Estado promovido por Shah Reza Pahlevi, quien instauró un régimen prooccidental en 1952. La reacción nacionalista vino ahora de parte del sector chiita más radical, que guiado por el ayatolá Rumolah Jomeini, derrocó al Shah, lo obligó a exiliarse, y asumió el poder bajo la forma de una teocracia fundamentalista, y duramente antioccidental. En respuesta, Estados Unidos financió a Sadam Huseín para que librara, entre 1980 y 1988, una guerra contra Irán. La llamada guerra Irán-Irak terminó finalmente sin haber alterado sensiblemente el equilibrio de la región.
El surgimiento de la figura del Ayatola Jomeini es parte del llamado resurgimiento islámico que vivió la región en la década de 1970. En 1973, las potencias árabes, particularmente Egipto y Siria, se vieron embarcadas en una nueva guerra contra Israel. Para impedir el apoyo de Occidente a Israel, las naciones árabes agrupadas en la Organización de Países Exportadores de Petróleo (OPEP) se repartieron cuotas de exportación de crudo, disminuyeron la producción de este, y generaron la llamada crisis energética, que desató una crisis económica. Aunque en lo sucesivo la OPEP terminaría entendiéndose a medias con Occidente, la idea del resurgimiento islámico había quedado lanzada. El islam se volvió también bandera de lucha por reivindicaciones sociales, en particular en regímenes petroleros en los cuales la riqueza estaba sumamente concentrada en las grandes familias, alrededor de grandes bolsones de miseria. A la vuelta de algunas décadas, esto no solo estimuló el desarrollo del chiismo militante en Irán, sino también del terrorismo fundamentalista, como por ejemplo el movimiento talibán de Afganistán, o la organización terrorista Al Qaeda.
El derrumbe de la Unión Soviética en 1990 permitió también a Estados Unidos una mayor injerencia en los asuntos de la región, sin contrapesos visibles. Así, en 1991 lideró una coalición de naciones orquestada a través de la Organización de las Naciones Unidas, para llevar la guerra contra Sadam Huseín, que en el año anterior había invadido a su pequeño vecino, el Emirato de Kuwait. Hussein se vio obligado a retirarse de Kuwait, y su régimen fue sometido a fuertes restricciones. Sin embargo, esto no bastó, y en 2003, el presidente George W. Bush promovió una invasión en toda regla, a pretexto de que Irak tenía armas de destrucción masiva (informes que después se revelaron falsos), que acabó con el derrocamiento, captura, juzgamiento y ejecución de Hussein.
A la fecha, por tanto, las regiones de Oriente Próximo y Oriente Medio son mayoritariamente islámicas, con naciones independientes que en muchos casos presentan una estructura política enormemente simplificada, siendo gobernadas como monarquías más o menos absolutas que obtienen sus recursos de la explotación del petróleo, y con grandes desigualdades sociales. En algunas de esas naciones se han producido procesos de secularización, como por ejemplo en Turquía, o bien estos son imperfectos y presentan enormes resistencias, como por ejemplo en Egipto, mientras que en otros se ha asentado el islamismo más radical, como por ejemplo en Irán. En medio de este complicado rompecabezas geopolítico, es enormemente difícil avizorar qué ocurrirá en lo sucesivo en la región.